# 비날론역
비날론역은 조선민주주의인민공화국 함경남도 함흥시 흥남구역 샘물동에 위치한 비날론선의 역이다. 역명은 조선민주주의인민공화국 측에서 굉장히 자랑스럽게 여기는 화학섬유인 비날론에서 유래하였다. 근처의 소나무동에는 〈2·8 비날론련합기업소〉가 있다.

## 역사
- 일자 불명: 영업 개시
- 2008년 12월: 함흥조차장~비날론 간 전철화 완공[1]